# Pascal Poisson
Pascal Poisson (* Plancoët, 29 de junio de 1958). Fue un ciclista  francés, profesional entre 1980 y 1990, cuyos mayores éxitos deportivos los logró en el Tour de Francia y en la Vuelta a España donde conseguiría sendas victorias de etapa en las ediciones de 1984 y 1983 respectivamente.

## Palmarés
| 1981 - Tour del Porvenir, más 3 etapas 1983 - 1 etapa en la Vuelta a España 1984 - 1 etapa en el Tour de Francia 1987 - G.P. de Wallonie | 1988 - Cuatro días de Dunkerque - G.P. de Denain 1989 - 1 etapa en la Dauphiné Libéré |